# Paul Smith (calciatore 1979)
Paul Smith (Epsom, 17 dicembre 1979) è un ex calciatore inglese, di ruolo portiere.